# Palácio de Queluz
Palácio de Queluz är ett palats i Lissabon i Portugal. 
Det uppfördes mellan 1747 och 1786. Det var bostad åt Maria I under hennes tid som tronföljare, och blev monarkens huvudbostad när hon besteg tronen, eftersom hon valde att inte bosätta sig i Palácio da Ajuda. Det var huvudresidens för kungafamiljen under Maria I:s regeringstid från 1777 till 1807, fram till att kungafamiljen tvingades fly till Brasilien. Det blev museum 1940. 

## Galleri

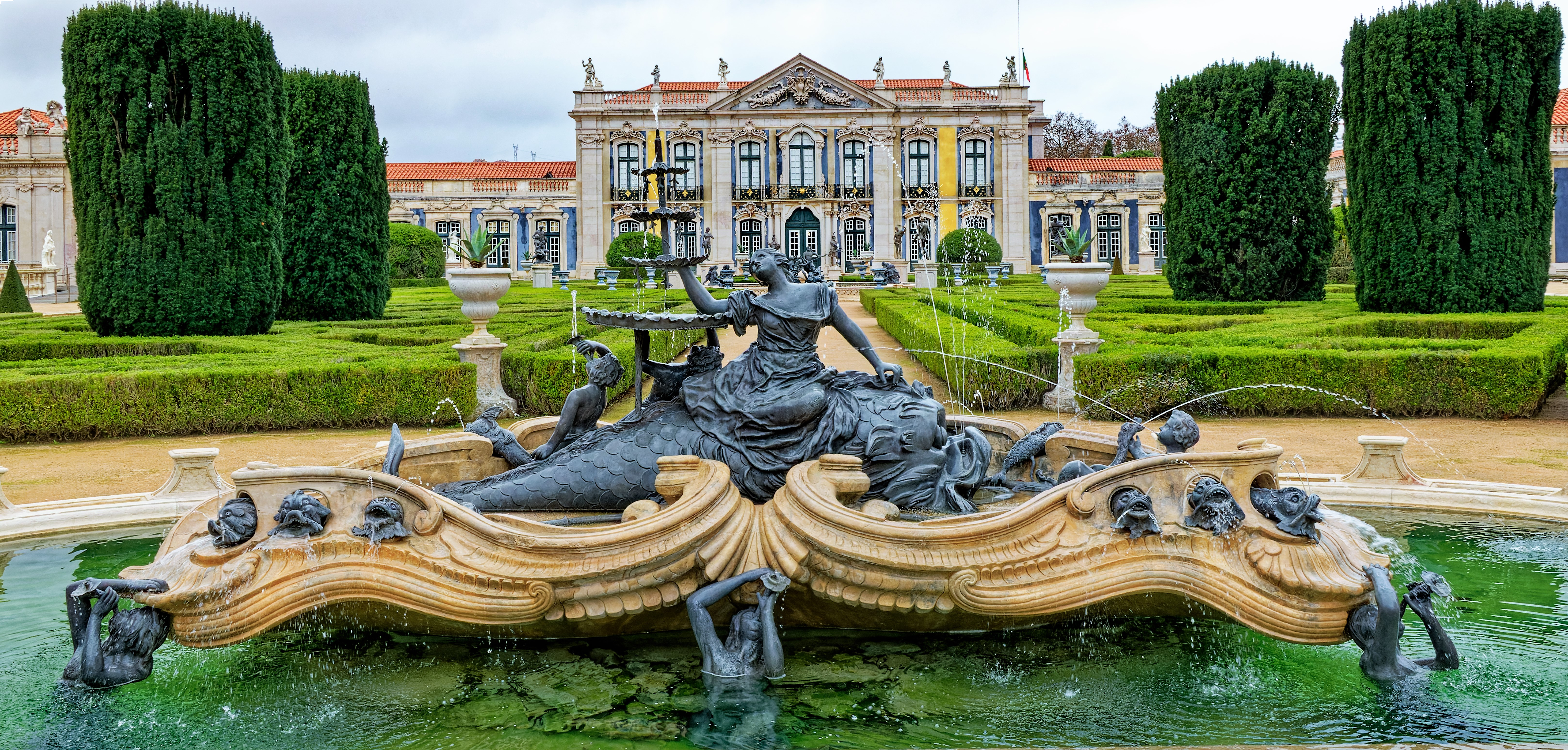
Palácio de Queluz.
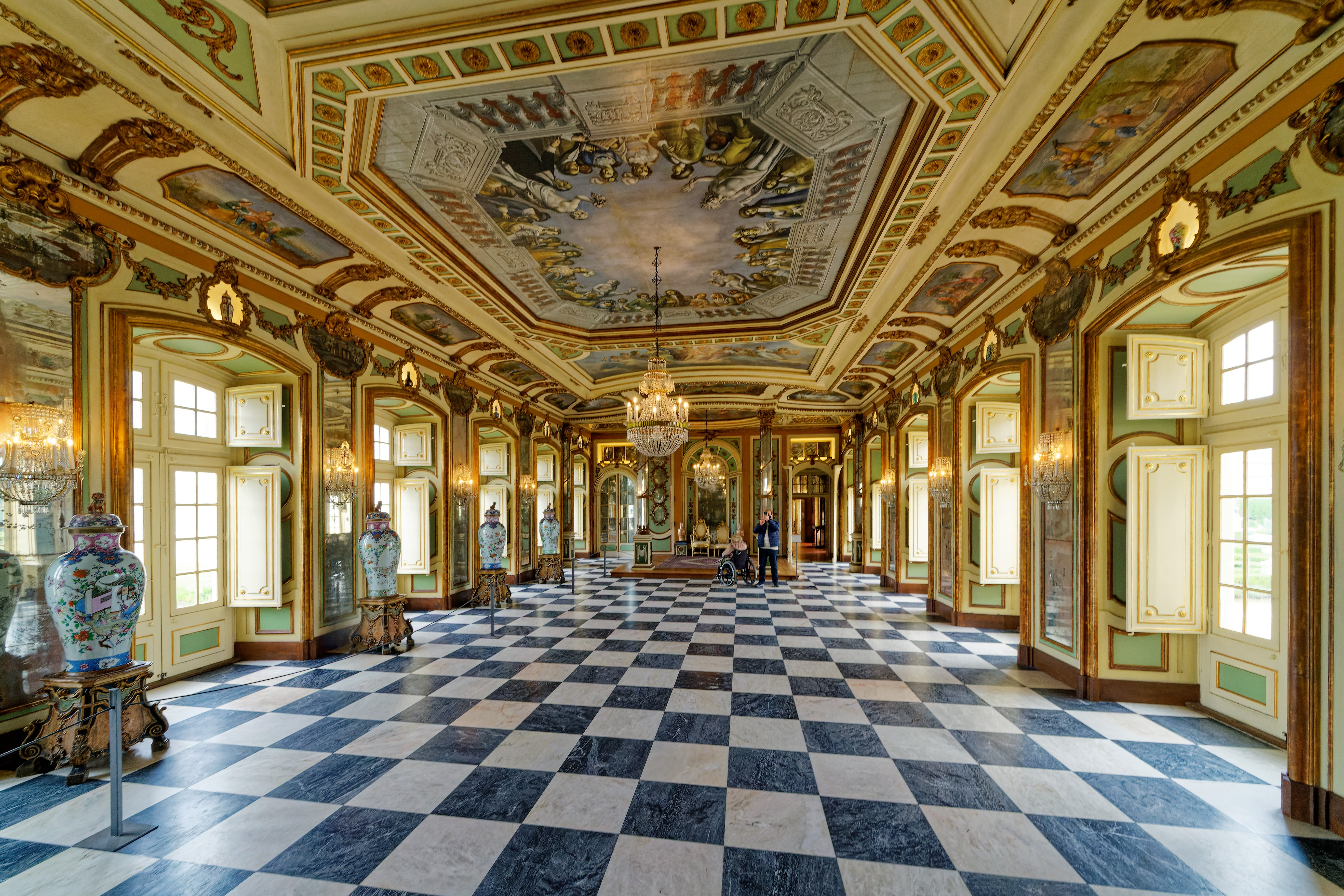
Interiör